# Beleg (Mokra Gora)
Der Berg Beleg (serbisch Белег Beleg, albanisch Maja Beleg; 2006 m. i. J.) ist ein Gipfel im Gebirge Mokra Gora, die im weiteren Sinne zu den Prokletije des südlichen Dinarischen Gebirges gehören. 

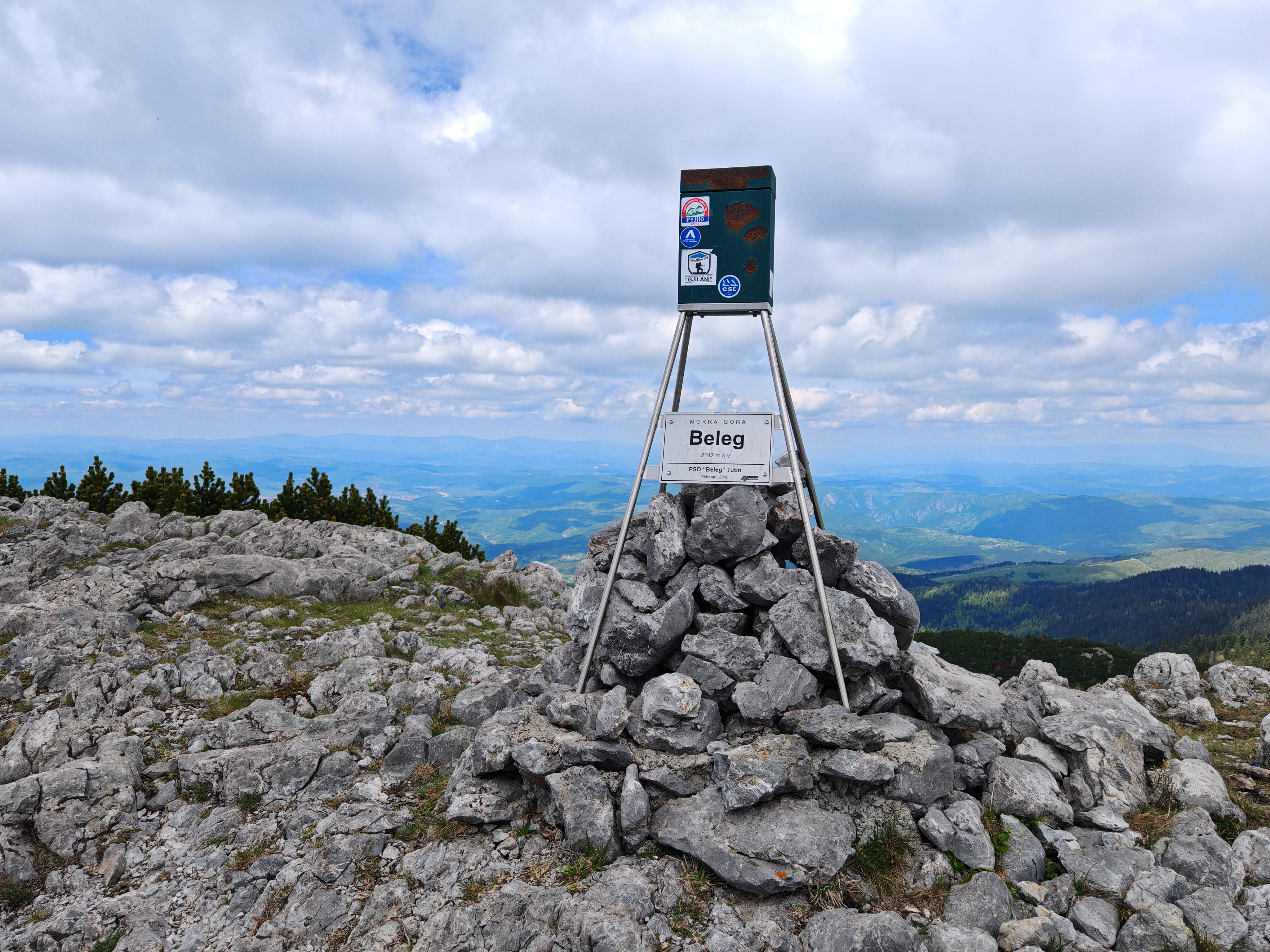
Gipfel

Der Berg liegt auf der kosovarisch-montenegrinischen Grenze, das Dreiländereck Serbien–Kosovo–Montenegro etwas weiter östlich. Nördlich vom Gipfel erhebt sich der Mali Beleg („Kleiner Beleg“). Östlich schließt der Pogled (2155 m) an, der höchste Gipfel der Mokra Gora. Südlich liegt die Hochfläche Suva planina (um 1750 m).